# Arcidiecéze Aquila
Arcidiecéze aquilská (latinsky Archidioecesis Aquilana) je římskokatolická arcidiecéze na území italské provincie L'Aquila se sídlem v městě L'Aquila a katedrálou sv. Maxima a Jiří. Jejím současným arcibiskupem je Giuseppe Petrocchi. Jde o metropolitní arcidiecézi, jíž jsou podřízeny dvě sufragánní diecéze, Diecéze Avezzano a Diecéze Sulmona-Valva.

## Stručná historie
Katolické diecéze se v oblasti vyskytovaly již ve 4. století. Zřejmě již v 7. století bylo sídlem biskupů Forconio (Forconia), po založení nového města L'Aquila bylo sídlo v roce 1265 přeneseno do něj. V roce 1876 byla povýšena na arcidiecézi, zůstala však bezprostředně podřízena Svatému stolci, metropolitní se stala až v roce 1972.